# Minamoto no Yoriie
Minamoto no Yoriie (源頼家, , 11 de setembro de 1182 - 14 de agosto de 1204) foi o segundo xogum do Xogunato Kamakura do Japão. Foi o primeiro filho do primeiro xogum Minamoto no Yoritomo e sua mãe foi Hōjō Masako.

## Vida
Neto de Hōjō Tokimasa e Hiki Yoshikazu, Yoriie residia em Kamakura, teve como amas as esposas de homens poderosos como Kajiwara Kagetoki, além de suas irmãs mais novas. Quando sua mãe estava grávida seu pai Yoritomo mandou seus homens construírem o Dankazura na Wakamiya Ōji para que a  criança tivesse um parto seguro.
Yoriie ainda muito jovem mostrou um grande interesse em artes militares, como esgrima e equitação. Com a morte de seu pai em 1199, aos 17 anos de idade  Yoriie se converteria no líder do clã Minamoto e nomeado Seii Taixogum en 1202. Entretanto foi criticado pelo abandono das linha política de seu pai, e sua mãe o proibiu de fazer qualquer atividade política. Quando Yoriie teve um herdeiro, Minamoto no Ichiman, a criança também nasceu na mansão Hiki da filha de Wakasa no Tsubone, fato que consolidou ainda mais o vínculo já forte. A partir desta relação Hiki Yoshikazu ganhou influência considerável quando Yoriie tornou-se xogum, aumentando a hostilidade de Hōjō Tokimasa, que estava se aproximando cada vez mais do irmão mais novo de Yoriie, Minamoto no Sanetomo, e procurava cada vez mais alavancar essa relação para obter vantagem política.
As pressões entre os clãs Minamoto e Hōjō desencadearam na derrubada de Yoriie. Em 30 de junho 1203 seus poderes foram formalmente tirados e assumido por um conselho de 13 anciãos encabeçados por seu avô Hōjō Tokimasa e logo depois condenado a prisão domiciliar acusado de uma conspiração contra o Clã Hōjō e assassinado por membros deste clã em 17 de julho 1204 em Shuzenji, uma pequena cidade na Província de Izu. O xogum sucessor foi seu irmão mais novo Sanetomo,o último da linha de Seiwa Genji a governar, pelo menos nominalmente, em Kamakura.

## A Rebelião de Hiki Yoshikazu
Gravemente doente, Yoriie propõem nomear tanto o seu irmão mais novo Sanetomo, como Minamoto no Ichiman para sucedê-lo, os dois iriam dividir o poder, governando partes separadas do país. Parecia natural para ele que Hiki Yoshikazu seria então o regente, mesmo que não oficialmente, do jovem Ichiman. Hiki Yoshikazu insinuou a Yoriie, que seria o clã Hōjō estaria tramando o assassinato tanto de Ichiman quanto de Sanetomo. Tendo ouvido a conversa Hōjō Masako contou a seu pai, Tokinasa  que convidou Hiki Yoshikazu a sua casa e mandou Amano Tōkage o assassinar ali mesmo. Uma batalha entre os clãs se seguiu, o Hiki foram derrotados por uma coalizão dos clãs Hōjō, Wada, Miura e Hatakeyama e seus membros exterminados.

## Os três filhos deYoriie
Yoriie teve três filhos, Ichiman, Minamoto no Yoshinari (chamado de Kugyō) e Minamoto no Senjumaru, todos morreram violentamente, vítimas da luta pelo poder que se seguiu à morte de Yoritomo. Ichiman (1198-1203) era o mais velho. Sua mãe Wakasa no Tsubone era filha Hiki Yoshikazu, e a criança foi criada pelo Clã Hiki. Há versões contraditórias de sua morte, mas, todas afirmam que morreu no incêndio que destruiu a residência Hiki. Segundo filho, Yoshinari, o único dos três a chegar à idade adulta, foi forçado a tornar-se um bonzo e em 1219 assassinou seu tio Sanetomo nas escadas de pedra em Tsurugaoka Hachiman-gu na capital xogunal de Kamakura, sendo depois ele próprio morto no mesmo dia.

Seu terceiro filho Senjumaru (千寿丸, 1201-1214) tinha 12 anos quando Izumi Chikahira se rebelou contra os Hōjō para fazer da criança o próximo xogum. Após a derrota de Chikahira, a criança foi forçada a tornar-se um bonzo como seu irmão mais velho Yoshinari. Um ano depois, Wada Yoshimori também se rebelou, mas, como Chikahira, foi derrotado e Senjumaru morreu com os membros do Clã Wada.

 